# Biliran (município)
Biliran é um município de  quinta classe de renda municipal (d) na província Biliran, nas Filipinas. De acordo com o censo de 1 de maio  de  2020 possui uma população de 17 662 pessoas e 4 358 domicílios.